# کاتلین هرزی
کاتلین هرزی (به انگلیسی: Kathleen Hersey) (زادهٔ ۲۱ فوریهٔ ۱۹۹۰) شناگر اهل ایالات متحده آمریکا است.
او به عنوان نماینده ایالات متحده در بازی های المپیک تابستانی ۲۰۰۸ و ۲۰۱۲ حضور یافت و در سال ۲۰۱۲ در ۲۰۰ متر پروانه چهارم شد.

## سالهای اولیه و تحصیلات
هرزی در آتن، جورجیا به دنیا آمد. هرزی دختر برایان و رجینا هرزی است که او را در سه روزگی به فرزندی پذیرفتند. رجینا هرزی، سردبیر سابق، در ژانویه ۲۰۱۲ پس از مبارزه با سرطان روده بزرگ درگذشت. هرزی می‌گوید که از پدرش، مشاور مالی، الهام می‌گیرد که از دهه ۱۹۸۰ پس از آنوریسم نخاعی از ویلچر استفاده می‌کرد، اما هنوز هم سبک زندگی فعالی دارد. او در سال ۲۰۰۸ از مدرسه Marist در آتلانتا فارغ التحصیل شد، او در این مدرسه رکوردهای ملی دبیرستان را در ۱۰۰ یارد پروانه و ۲۰۰ یارد مختلط انفرادی ثبت کرد.
هرزی در رشته روابط عمومی در دانشگاه تگزاس تحصیل نمود، همچنین وی عضو تیم شنا و شیرجه تگزاس لانگ‌هورنز در سال‌های ۲۰۰۹ و ۲۰۱۰ بود. در طول دو سال فعالیت به عنوان شناگر لانگ‌هورن، یازده قهرمانی در ۱۲ کنفرانس بزرگ را به دست آورد. هرزی پس از سال تحصیلی ۲۰۰۹–۲۰۱۰ تیم شنای لیدی لانگ‌هورنز را ترک کرد تا به صورت انفرادی زیر نظر ادی ریس، سرمربی لانگ‌هورن آکواتیکس تمرین کند.